# Ibakhbakhane
L’ibakhbakhane est un fromage traditionnel algérien à base de lait de chèvre ou de brebis, originaire des Aurès. Ce fromage, une variante du bouhezza, est obtenu par un procédé traditionnel consistant a mélanger de l'orge vert concassé et du lben ; puis s'ensuit la fermentation à moins 20 °C dans un puits durant 2 à 5 jours.